# Euphorbia grossheimii
Euphorbia grossheimii es una especie fanerógama perteneciente a la familia de las euforbiáceas.  Es originaria de Asia. 

## Descripción
Es muy parecida a Euphorbia caeladenia, pero  difieren por tener un hábito anual, en tener todas las hojas lineares e irregularmente  denticuladas, y en tener las semillas obovoide-subglobosas, de 3 x 2 x 2 mm, con una prominente carúncula estrechamente cónica de 2.5-3 mm de largo.

## Distribución y hábitat
Se encuentra en Baluchistán, pero más al oeste se produce en los desiertos, en la grava de arena y en el bancos de loess en lechos de ríos secos desde el nivel del mar hasta los 2000 metros. distribuida por Egipto, Sinaí, Israel, Jordania, Arabia Saudita, Irak y es de esperar en Irán.

## Taxonomía
Euphorbia grossheimii fue descrita por  (Prokh.) Prokh. y publicado en Izvestija Glavnogo Botaničeskogo Sada SSSR 29: 551. 1930.
Etimología
Euphorbia: nombre genérico que deriva del médico griego del rey Juba II de Mauritania (52 a 50 a. C. - 23), Euphorbus, en su honor – o en alusión a su gran vientre –  ya que usaba médicamente Euphorbia resinifera. En 1753 Carlos Linneo asignó el nombre a todo el género.
grossheimii: epíteto otorgado  en honor del botánico y recolector de plantas ruso Alexander Alfonsovich Grossheim (1888-1948), quien descubrió el holotipo.
Sinonimia
- Euphorbia cheirolepioides Rech.f.
- Euphorbia isthmia Täckh.
- Euphorbia mariae Tamamsch.
- Tithymalus cheirolepioides (Rech.f.) Soják
- Tithymalus grossheimii Prokh.
- Tithymalus isthmius (Täckh.) Soják[4][5]